# Liga Checa de Basquetebol de 2021-22
A Temporada da Liga Checa de Basquetebol de 2021-22, oficialmente Kooperativa Národní Basketbalová Liga por razões de patrocinadores, foi a 28ª edição da competição de primeiro nível do basquetebol masculino na Chéquia.

## Clubes participantes
| Clube                    | Cidade         | Arena                      | Capacidade |
| ------------------------ | -------------- | -------------------------- | ---------- |
| Basket Brno              | Bruno          | Sportovní hala Sokola Brno | 1 100      |
| NH Ostrava               | Ostrava        | Bonver Aréna               | 1 700      |
| ERA Basketball Nymburk   | Nymburk        | Sportovní Centrum          | 2 000      |
| BK ARMEX Děčín           | Děčín          | ARMEX Sportcentrum         | 1 200      |
| GEOSAN Kolín             | Kolín          | Hala SOU Spojů             | 600        |
| Královští sokoli         | Hradec Králové |                            | 1 000      |
| Basket Jindřichův Hradec | Hradec Králové | Městská sportovní hala     |            |
| BK JIP Pardubice         | Pardubice      | Sportovní hala Dašická     | 1 400      |
| USK Praha                | Praga          | Hala Folimanka             | 1 300      |
| SLUNETA Ústí nad Labem   | Ústí nad Labem | Sportovni Hala Klise       | 1 500      |
| BK Opava                 | Opava          | Hala Opava                 | 3 006      |
| Olomoucko                | Prostějov      | Sportcentrum DDM           | 2 100      |

## Playoffs

#### Quartas de final
| Time 1                 | Série | Time 2                 | 1º Jogo  | 2º Jogo | 3º Jogo | 4º Jogo  | 5º Jogo | 6º Jogo | 7º Jogo |
| ---------------------- | ----- | ---------------------- | -------- | ------- | ------- | -------- | ------- | ------- | ------- |
| ERA Basketball Nymburk | 4 - 0 | BK ARMEX Děčín         | 89 - 74  | 91 - 84 | 92 - 72 | 115 - 70 | -       | -       | -       |
| GEOSAN Kolín           | 1 - 4 | SLUNETA Ústí nad Labem | 81 - 77  | 86 - 94 | 78 - 89 | 63 - 73  | 71 - 85 | -       | -       |
| BK Opava               | 4 - 1 | USK Praha              | 110 - 91 | 96 - 99 | 85 - 69 | 92 - 76  | 97 - 72 | -       | -       |
| Basket Brno            | 4 - 3 | BK JIP Pardubice       | 89 - 84  | 98 - 92 | 84 - 97 | 87 - 89  | 83 - 71 | 59 - 93 | 83 - 76 |

#### Semifinal
| Time 1                 | Série | Time 2                 | 1º Jogo  | 2º Jogo  | 3º Jogo  | 4º Jogo  | 5º Jogo | 6º Jogo | 7º Jogo |
| ---------------------- | ----- | ---------------------- | -------- | -------- | -------- | -------- | ------- | ------- | ------- |
| ERA Basketball Nymburk | 4 - 0 | SLUNETA Ústí nad Labem | 93 - 70  | 100 - 72 | 100 - 75 | 102 - 64 | -       | -       | -       |
| BK Opava               | 4 - 1 | Basket Brno            | 121 - 85 | 83 - 78  | 88 - 95  | 87 - 81  | 83 - 66 | -       | -       |

#### Decisão de terceiro lugar
| Time 1                 | Série | Time 2      | 1º Jogo | 2º Jogo | 3º Jogo |
| ---------------------- | ----- | ----------- | ------- | ------- | ------- |
| SLUNETA Ústí nad Labem | 1 - 2 | Basket Brno | 84 - 80 | 77 - 82 | 67 - 71 |

#### Final
| Time 1                 | Série | Time 2   | 1º Jogo | 2º Jogo | 3º Jogo  | 4º Jogo | 5º Jogo |
| ---------------------- | ----- | -------- | ------- | ------- | -------- | ------- | ------- |
| ERA Basketball Nymburk | 3 - 1 | BK Opava | 99 - 72 | 76 - 78 | 110 - 65 | 87 - 65 | -       |

### Premiação
| Kooperativa NBL de 2021-22        |
| --------------------------------- |
| ERA Basketball Nymburk 19º Título |

## Clubes checos em competições europeias
| Clube       | Competição        | Resultado                                         |
| ----------- | ----------------- | ------------------------------------------------- |
| ERA Nymburk | Liga dos Campeões | Eliminado - Quartas de finais por Pınar Karşıyaka |
| -           | Copa Alpe Ádria   |                                                   |